# Марокко
Маро́кко (араб. المغرب‎ аль-Магриб, бербер. ⴰⵎⵓⵔ ⴰⴽⵓⵛ, фр. Maroc), официальное название — Короле́вство Маро́кко (араб. المملكة المغربية‎, аль-Мамля́кату ль-Магриби́я, бербер. ⵜⴰⴳⵍⴷⵉⵜ ⵏ ⵍⵎⵖⵔⵉⴱ Тагльдит н лмгриб, фр. Royaume du Maroc) — государство на крайнем западе Северной Африки.
Омывается Средиземным морем на севере и Атлантическим океаном на западе, граничит с Алжиром на востоке и Мавританией на юге. В узкой морской полосе, разделяющей Марокко и Испанию, между двумя странами находятся спорные анклавы, а именно — Сеута, Мелилья и ряд островов.
Столица — Рабат.
Государственные языки — арабский и стандартный марокканский берберский язык.
Марокко — страна, вступившая в Африканский союз в 1963 году, но с 1984 по 2017 год не являвшаяся его членом из-за притязаний на Западную Сахару. Входит в Лигу Арабских государств, Союз арабского Магриба, Франкофонию, Организацию исламского сотрудничества, группу Средиземноморского диалога, группу 77. Член ООН, ВТО.

## Этимология
Страна официально называется араб. المملكة المغربية‎ аль-Мамля́кату ль-Магриби́яту, буквально — «Королевство Магриба». Кроме того, в стране бытуют самоназвания араб. المغرب الأقصى‎, Эль-Магриб эль-Акса «дальний Запад», и араб. مراكش‎ Мурра́куш, название от ойконима города, который в Средние века был одной из её столиц. 
В Европе в конце XIX века получила распространение французская форма названия страны Maroc, использовавшаяся в различных вариантах написания: Morocco, Marokko и т. д. Исключением является Испания — по-испански страна называется исп. Marruecos.

## География

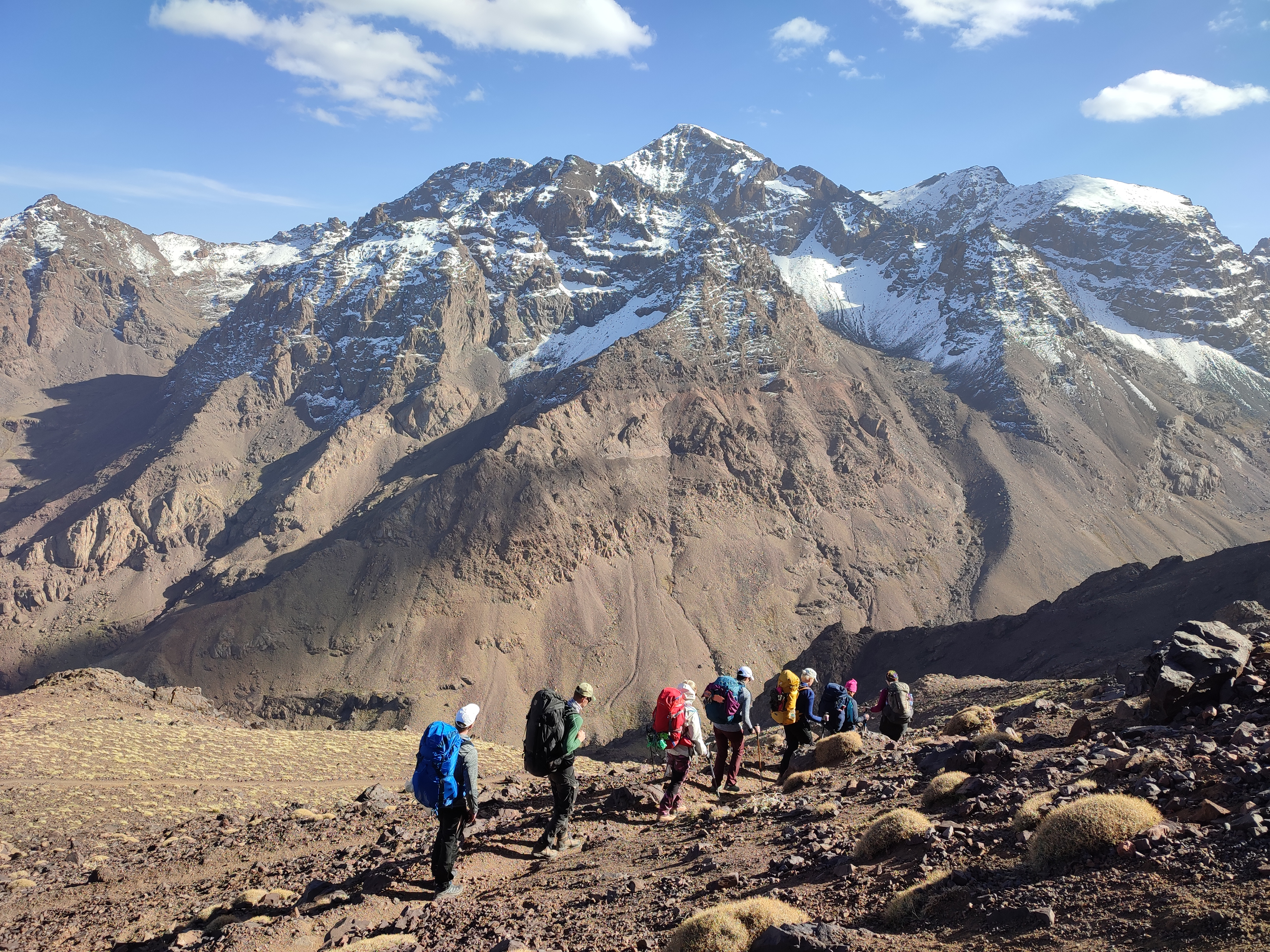
Заснеженные горы в Марокко

Страна омывается на севере водами Средиземного моря, а на западе — водами Атлантического океана. Гибралтарский пролив отделяет Марокко от Европы. На востоке и юго-востоке граничит с Алжиром, на юге — с Западной Сахарой (по мнению властей Марокко, считающих Западную Сахару своей территорией, страна на юге граничит с Мавританией). Юго-восточная граница в пустыне Сахара точно не определена. На северном побережье Марокко расположены испанские эксклавы Сеута и Мелилья. 
Общая площадь страны — 446 550 км². По этому показателю она занимает 57-е место в мире.
Общая протяжённость сухопутных границ — 2018 км, в том числе с такими странами как: Алжир — 1559 км, Западная Сахара (оккупирована Марокко) — 443 км, Испанией (Сеута) — 6,3 км, Испания (Мелилья) — 9,6 км. Фактически Марокко контролирует большую часть Западной Сахары, поэтому граничит со Свободной зоной Западной Сахары — 2200 км.
Береговая линия страны — 1835 км.
Страна делится на четыре физико-географических региона: Эр-Риф, или горный район, лежащий параллельно средиземноморскому побережью; Атласские горы, протянувшиеся через страну с юго-запада на северо-восток от Атлантического океана до Эр-Рифа, от которого их отделяет впадина Таза; регион обширных прибрежных равнин атлантического побережья; долины, лежащие на юг от гор Атласа, переходящие в пустыню. В целом же, территории пригодные для сельского хозяйства занимают 12  % площади страны (9 млн га), столько же занимают леса; 25 % территорий занимают горы, остальное — это засушливые полупустыня и пустыня (в основном на юге и юго-востоке страны).
Высочайшая точка страны — гора Тубкаль (4165 м) — находится в хребте Высокий Атлас. Эр-Риф поднимается до (2440 м) над уровнем моря, Себха-Тах — самое низко расположенное место в Марокко — 55 метров ниже уровня моря. 
Главные реки страны: Мулуя, впадающая в Средиземное море, и Себу, впадающая в Атлантический океан.

### Наземные границы
- 1559 км — с Алжиром (за исключением северного участка, её линия не признана официально). Из-за политических разногласий, сухопутная граница между странами закрыта для перехода с середины 1990-х годов (воздушное сообщение сохраняется)
- 443 км — с Западной Сахарой (по факту границей не является: страна на юге граничит с Мавританией)
- 16 км — с Испанией (полуанклавы Сеута — 6 км и Мелилья — 10 км)

### Климат

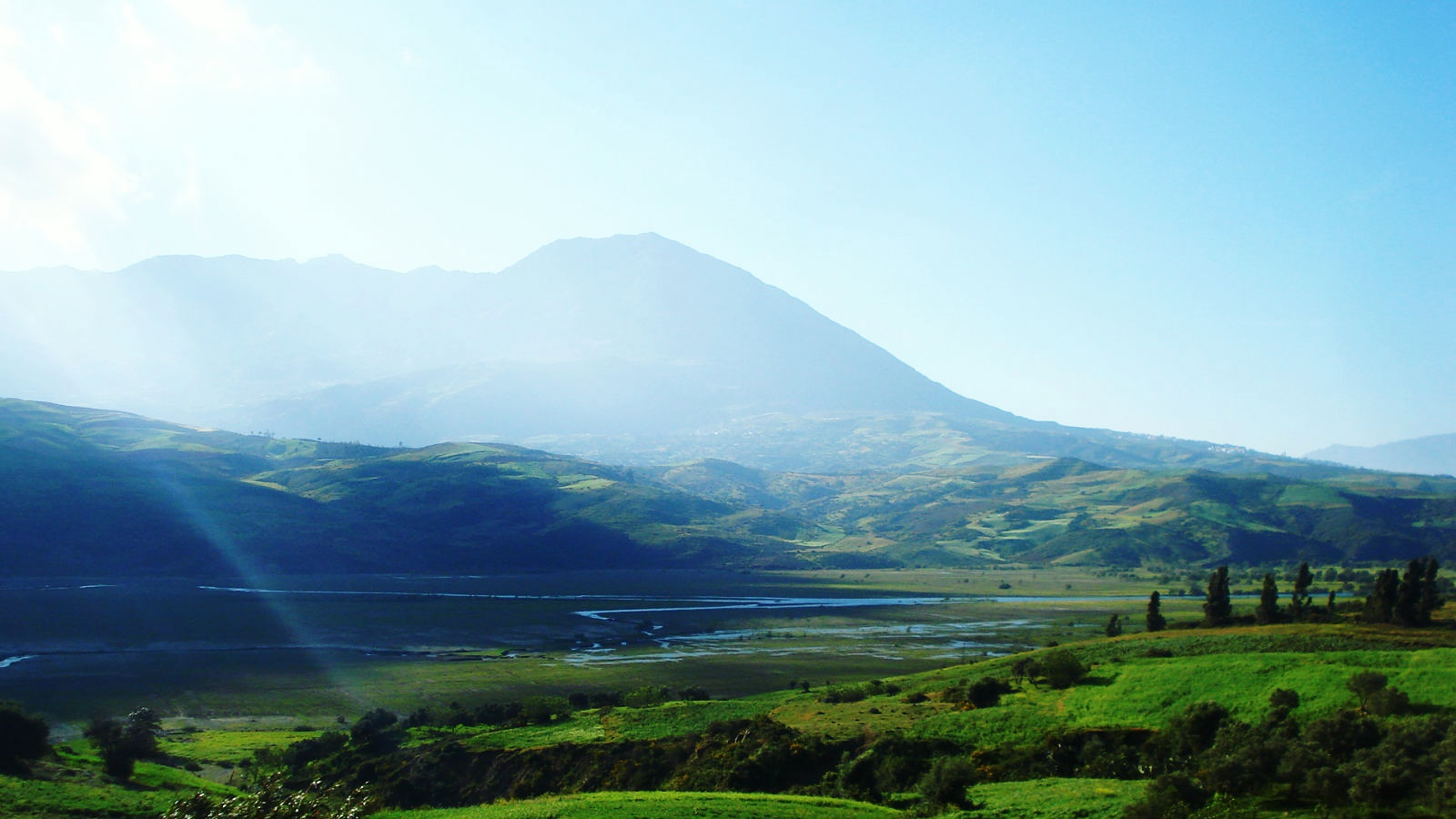
Долина около Шефшауена

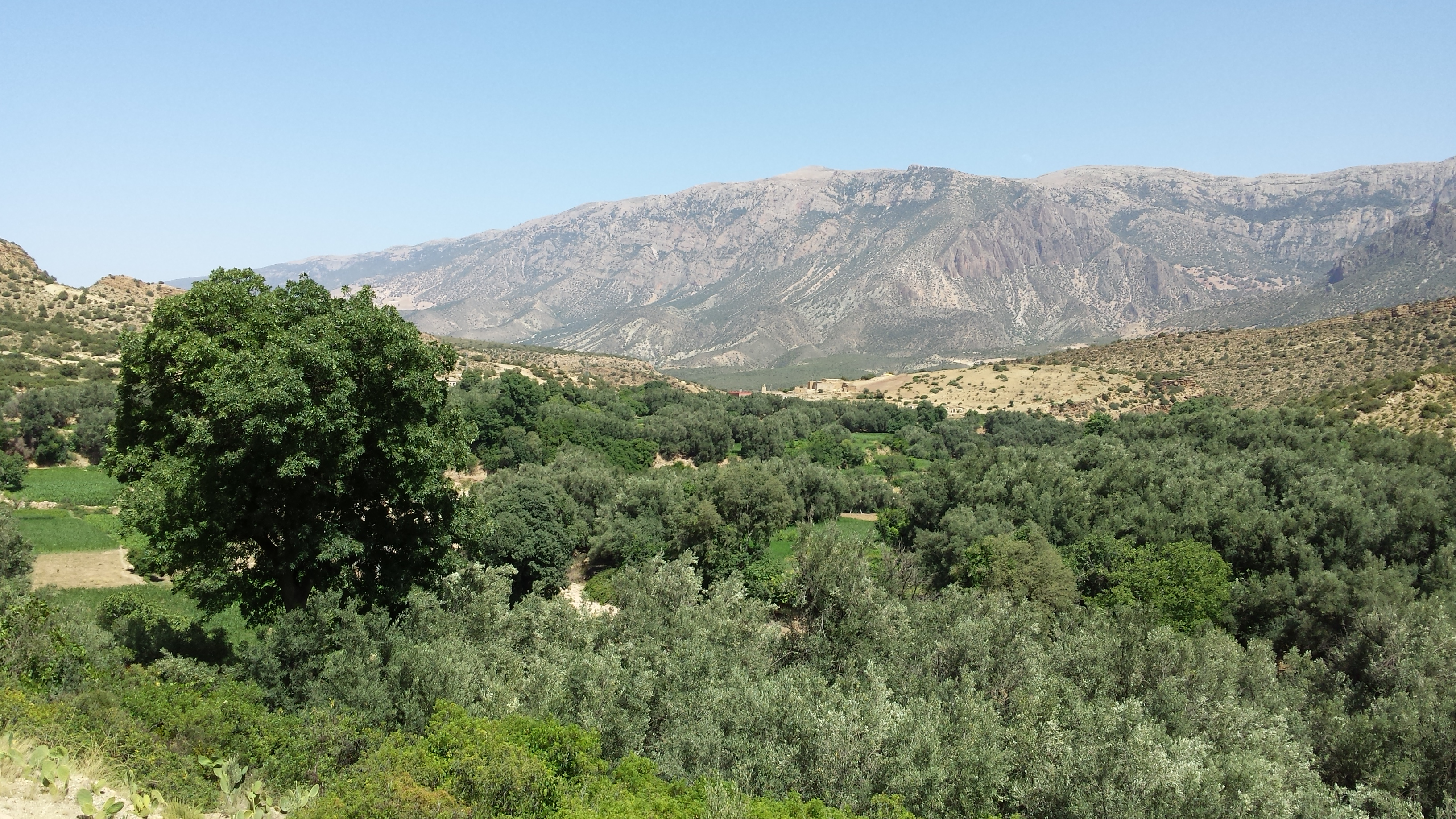
Природа Марокко

Климат при перемещении по территории Марокко несколько изменяется, при этом среднегодовая температура почти на всей территории положительная.
На средиземноморском побережье страны климат мягкий, субтропический. Средняя температура здесь летом составляет около +24…+28 °С (иногда достигая +30…+35 °C и выше, в случае дующего из Сахары ветра шерги), а зимой — +10…+12 °С. При движении на юг климат становится всё более континентальным, с жарким (до +37 °С) летом и прохладной (до +5 °С) зимой. Суточный перепад температур может достигать 20 °C.
На северо-западную часть страны большое влияние оказывают воздушные массы с Атлантического океана. Из-за этого климат здесь более прохладный, а суточные перепады температур значительно сильнее, чем на остальной территории страны. В горных районах Атласа климат сильно зависит от высоты места. Осадков выпадает от 500—1000 мм в год на севере и менее 200 мм в год на юге. Западные склоны Атласа время от времени получают до 2000 мм осадков; нередки даже наводнения местного масштаба, в то время как на юго-востоке страны бывают годы, когда осадки не выпадают вовсе.
Начиная с 1960-х годов, по инициативе короля Хасана II была принята программа по строительству водохранилищ и развитию водных ресурсов, позволившая обеспечить питьевой водой население, а также сельское хозяйство и другие секторы экономики, сохранив при этом водные ресурсы страны. Эта инициатива получила высокие оценки от международных экспертов и действует до сих пор. Благодаря этой политике, в 2014—2015 годах королевство имеет более 139 крупных водохранилищ с общей мощностью более 17,6 млрд кубических метров и более ста мелких плотин. В среднем в год вводится в строй по 2—3 крупных водохранилища. Строительство осуществляется в основном местными подрядчиками.

## История
Люди населяли территорию Марокко с раннего палеолита. В районе Касабланки (Томас I) и Сале () обнаружены орудия ашельской и мустьерской культур. Находки ранних Homo sapiens из Джебель-Ирхуд датируются возрастом от 240±35 тысяч лет до 378±30 тысяч лет. В древнейшую эпоху климатические условия региона были более благоприятны для жизнедеятельности людей. Венера из Тан-Тана датируется возрастом более 300 тысяч лет назад. Возрастом 108 тысяч лет датируется скелет ребёнка 8 лет, найденный в 2010 году в Темара.

### Древняя история
В первом тысячелетии до нашей эры марокканские земли принадлежали Карфагену. Со II века до н. э., после завоевания Карфагена римлянами, началось римское владычество в Северной Африке. В 429 году территорию современного Марокко (римскую провинцию Мавретания Тингитанская) захватили вандалы, но через сто лет её вернули в состав империи византийцы.

### Средневековая история

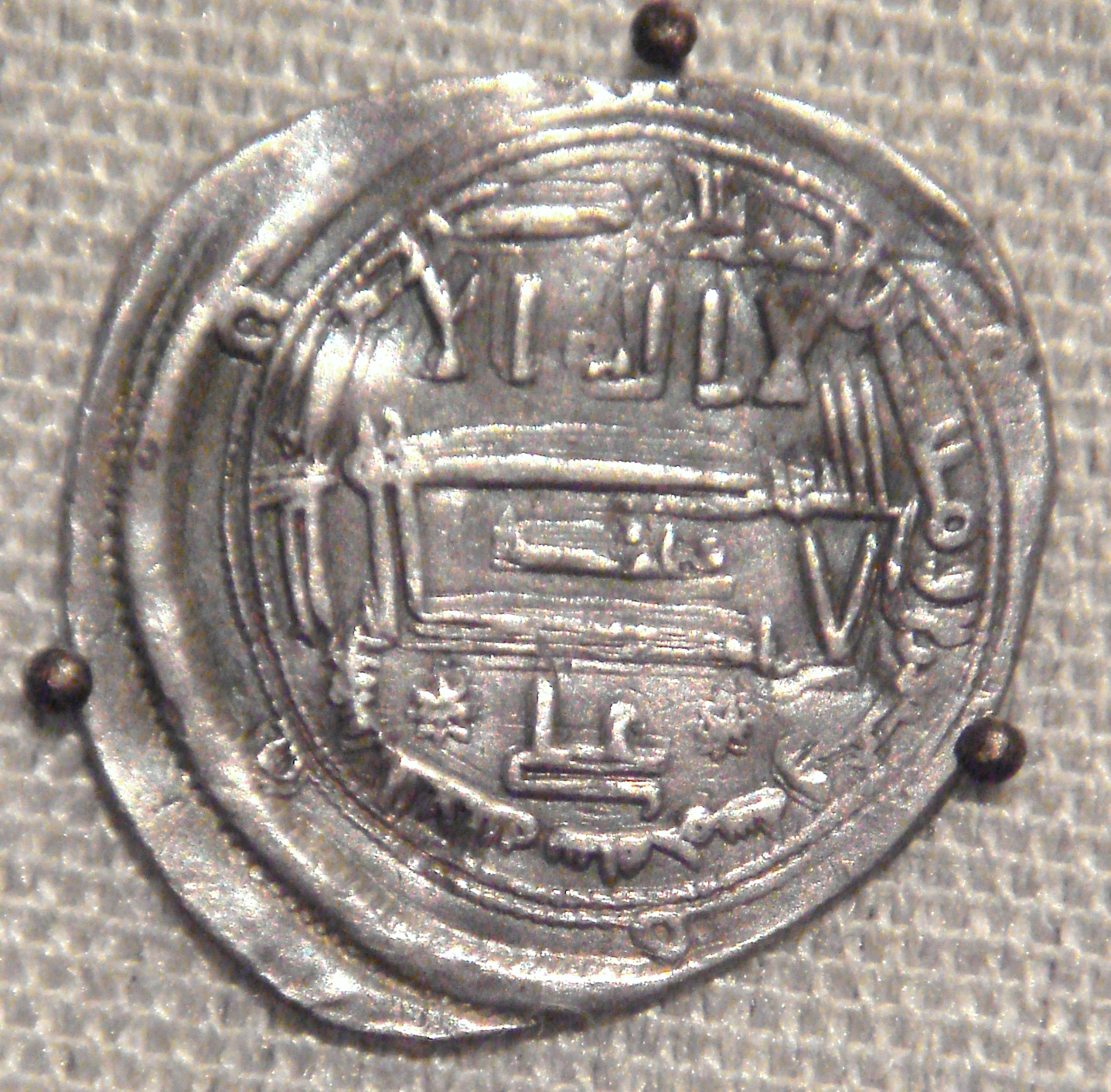
Идрисидская монета, отчеканенная у аль-Алия (Фес), Марокко, 840 г. н. э.

В 682 году началось арабское завоевание Северной Африки. Первое арабское государство на территории Марокко основал в 784 году бежавший из Аравии имам Идрис ибн Абдаллах. Наибольшего расцвета достигло арабское государство при династиях Альморавидов и Альмохадов в XI—XII веках. При Альморавидах Марокко было центром огромной империи, занимавшей территории современных Алжира, Ливии, Туниса и обширные территории Испании и Португалии. Однако с падением династии Альмохадов распалась и империя.
С начала XV века начинается сначала португальская, а потом и испанская экспансия в Марокко, когда несколько портовых городов были захвачены европейцами (первая экспедиция была осуществлена португальцами в Сеуту в 1415 году). Однако в XVI—XVII веках стал наблюдаться новый подъём марокканского государства, которое достигло своего наивысшего могущества при султане Ахмад аль-Мансуре, чьё правление называют «золотым веком» страны. В это время (1591 год) марокканские войска под руководством Джудар-паши захватывают Империю Сонгаи — государство в Западном Судане, взяв под свой контроль транссахарскую торговлю солью и золотом. Также во времена расцвета в XVI веке марокканским султанам удалось максимально расширить территорию государства, отбив у испанцев и португальцев большинство захваченных городов, захватив западную часть Алжира и отодвинув границу на юге до Гвинеи.
После смерти Ахмада (около 1603 года) государство стало ослабляться вследствие постоянных внутренних войн, так что Мулей-Шерифу, потомку Али и Фатимы, легко было низвергнуть в середине XVII в. династию первых султанов Саадитов и основать новую, до сих пор правящую, династию Алауитов, или Хозеини. Наиболее известен из них Мулай Исмаил ибн Шериф, правивший с 1672 по 1727 год, как величайший деспот. При его преемниках участились междоусобицы и раздоры из-за престола, приводившие страну всё более к упадку, до вступления на престол Сиди Мухаммеда (1757—1790), отличавшегося мягкостью и стремлением ввести европейскую культуру. После его смерти опять начался период внутренних конфликтов и войн. При султане Мулае Сулаймане бен Мохаммеде (1792—1822) снова начался период относительного благополучия.
В XVII—XVIII веках Марокко считалось пиратским государством, так как во многих городах фактическая власть находилась в руках морских пиратов. Небезынтересно, что это не мешало султанам Марокко осуществлять дипломатические функции: 20 декабря 1777 года Марокко одним из первых государств признало фактическую независимость США.

### Марокко в Новое время

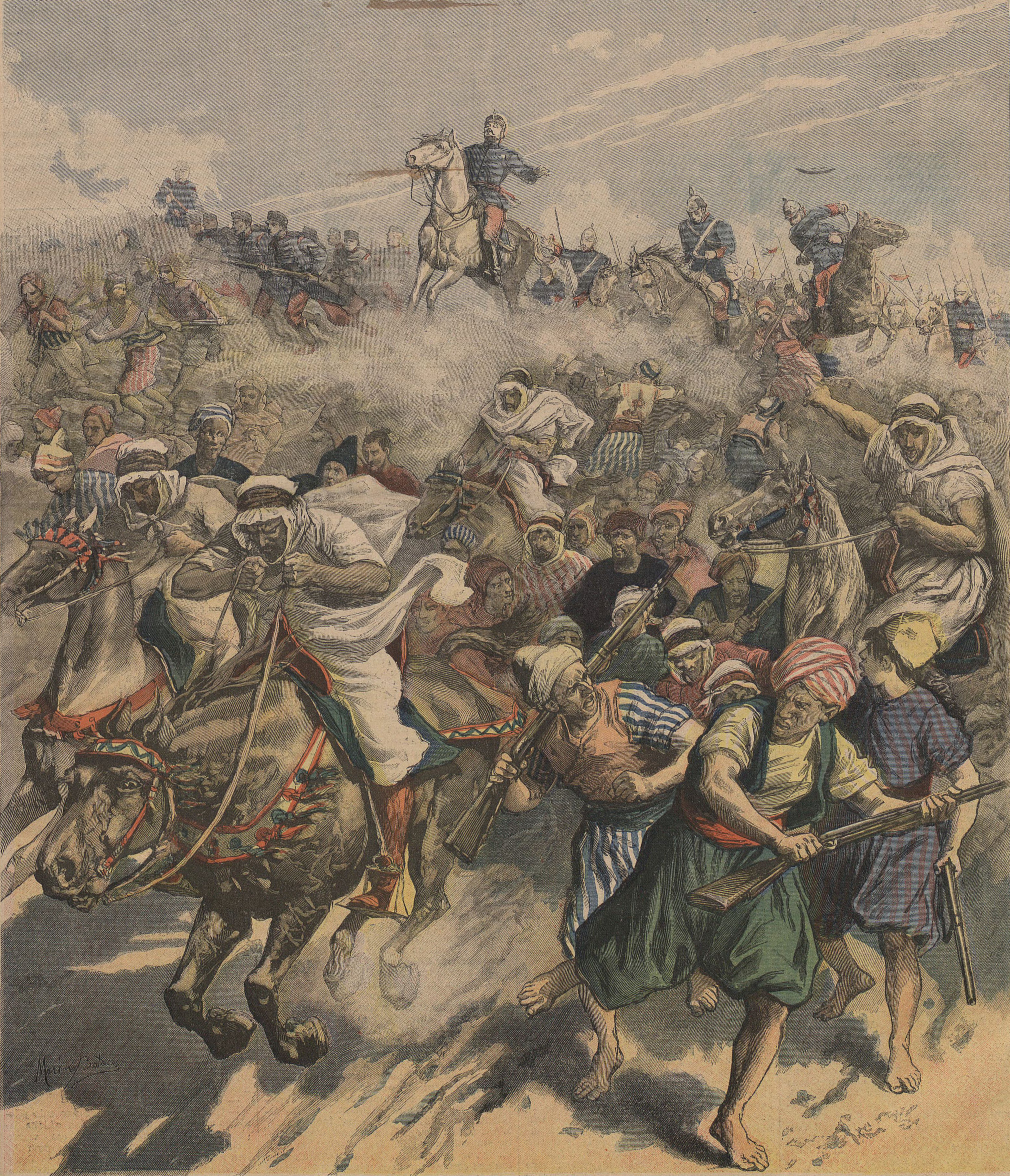
Первая Мелильская кампания. Гибель генерала Маргалло, 1893 г.

В ходе Испано-марокканской войны 1859—1860 годов Королевство Испания захватило часть земель султаната.
В конце XIX века Марокко (управляемое с 1894 года Мулай Абд аль-Азизом) стало объектом соперничества Испании, Франции, Британии, а в XX веке — также и Германии. Захват Францией всей Сахары и части Судана, сделавший её властительницей почти всей Западной Африки, вызвал её стремление к преобладанию в тех соседних государствах, которые сохраняли ещё свою самостоятельность. Англо-французским соглашением 8 апреля 1904 года Марокко было признано входящим в сферу французского влияния; но это соглашение возбудило протест со стороны Германии. В 1905 году Вильгельм II посетил Марокко, и вслед за тем германский резидент в Фесе Таттенбах и канцлер Бюлов начали кампанию против французского влияния в Марокко. Они потребовали, чтобы проект реформ в Марокко, выработанный Францией, был рассмотрен на конференции представителей заинтересованных держав, а не проведён одной только Францией. Резкий отказ Делькассе вступать в переговоры с Германией по вопросу о реформах в Марокко едва не довёл Францию до открытого разрыва с Германской империей. Вмешательство Рувье и отставка Делькассе помогли уладить конфликт, и 10 июля 1905 года между Францией и Германией было подписано соглашение о созыве конференции. Соглашение это оставило открытым целый ряд вопросов — о реорганизации марокканской полиции, основании в Марокко банка, предоставлении Германии порта Могадора в Атлантическом океане и т. д. Вопрос о реорганизации полиции привёл Францию и Германию к конфликту. Германия настаивала на том, чтобы реорганизация полиции была поручена всем заинтересованным державам. Против этого решительно протестовала Франция. В результате все спорные вопросы были переданы на рассмотрение международной конференции, которая собралась в январе 1906 года в Альхесирасе (Испания) и должна была решить судьбу Марокко.
В результате марокканских кризисов 1905 и 1911 годов Франция обрела бо́льшую часть территории Марокко. Во время Первой мировой войны большое количество марокканцев призывалось во французскую армию. Около 8000 из них погибло на фронтах.

### Современный период истории Марокко
После трёхлетнего периода массовых выступлений в ряде местностей страны, перешедших в повстанческое антифранцузское выступление, и политического кризиса, вызванного попытками смены короля, в марте 1956 года Франция признала независимость Марокко, а в апреле независимость получило и Испанское Марокко, хотя несколько городов осталось за испанцами. Марокко становится членом ООН, МОТ, МВФ, ВОЗ, Лиги арабских стран. В 1984 году Марокко вышло из Африканского союза в знак протеста против принятия в его состав Западной Сахары, которую Марокко считает своей территорией. В июле 2016 года король Марокко официально заявил о желании страны вернуться в состав Африканского союза, a на следующий год королевство заново было принято в эту организацию. Марокко считается традиционным союзником США и Франции в регионе. В июне 2004 года Марокко получило статус главного союзника США, не входящего в НАТО. Тогда же были подписаны торговые соглашения с США и ЕС.

## Население

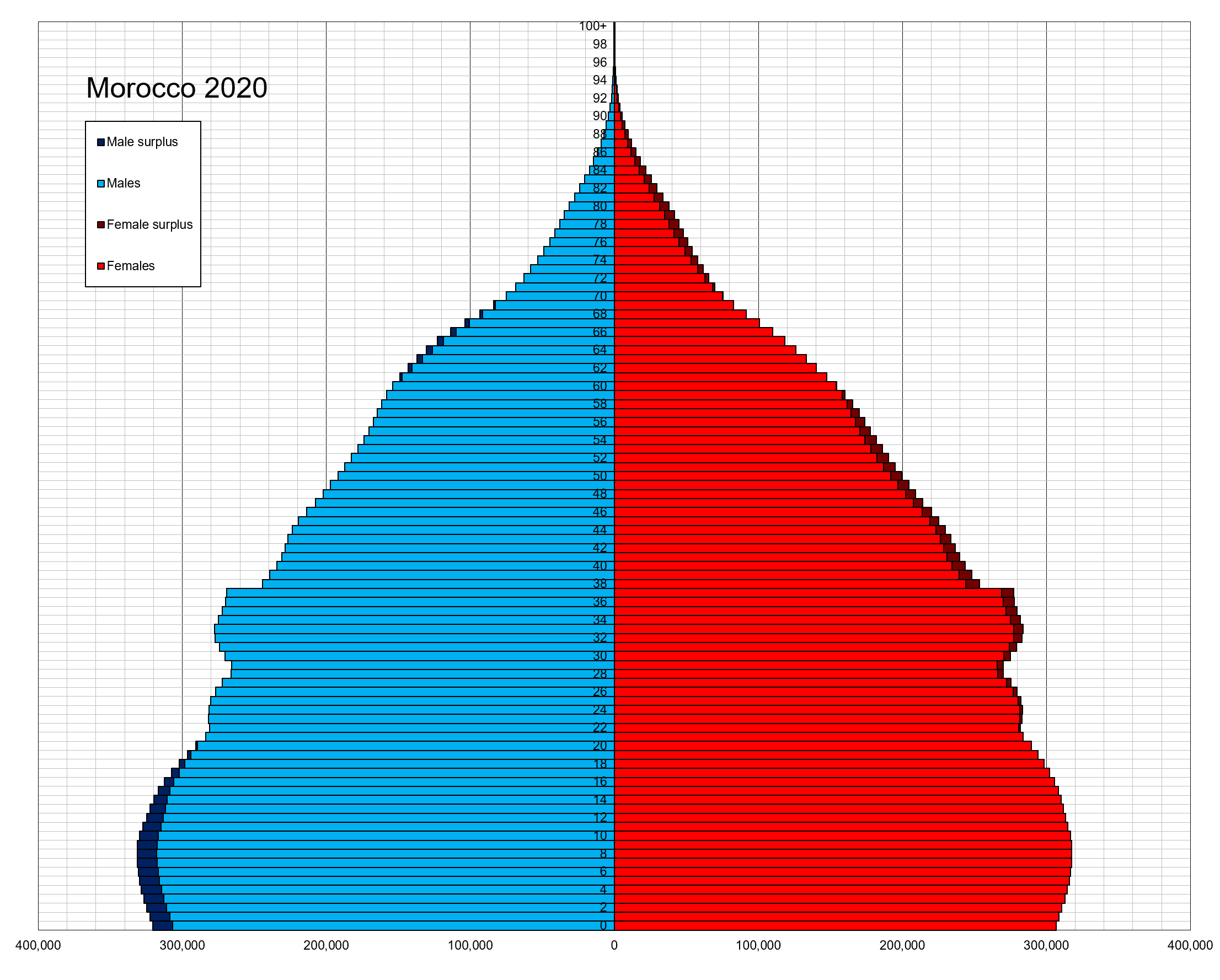
Возрастно-половая пирамида населения Марокко на 2020 год

Население составляет 36,91 млн человек (оценка на июнь 2020). Это четвёртая в Африке по численности населения арабоязычная страна после Египта, Судана и Алжира. Около 60 % населения — арабы, 40 % — берберы. Европейцы составляют 60 000 человек (в основном французы, испанцы и португальцы), евреи около 3000.
Ежегодный прирост населения составляет 1,5 % (2009).
Уровень рождаемости: 20,96 новорождённых / 1000 человек (2009).
Уровень смертности: 5,45 смертей / 1000 человек (2009).
Средняя продолжительность жизни — 69 лет у мужчин, 74 года у женщин (2009).
Грамотность — 60 % мужчин, 40 % женщин (по переписи 2004 года).
Численность городского населения постоянно увеличивается, в городах сейчас живут 49 % марокканцев. Крупнейшими городами Марокко являются Касабланка, Рабат и Фес.

### Религия

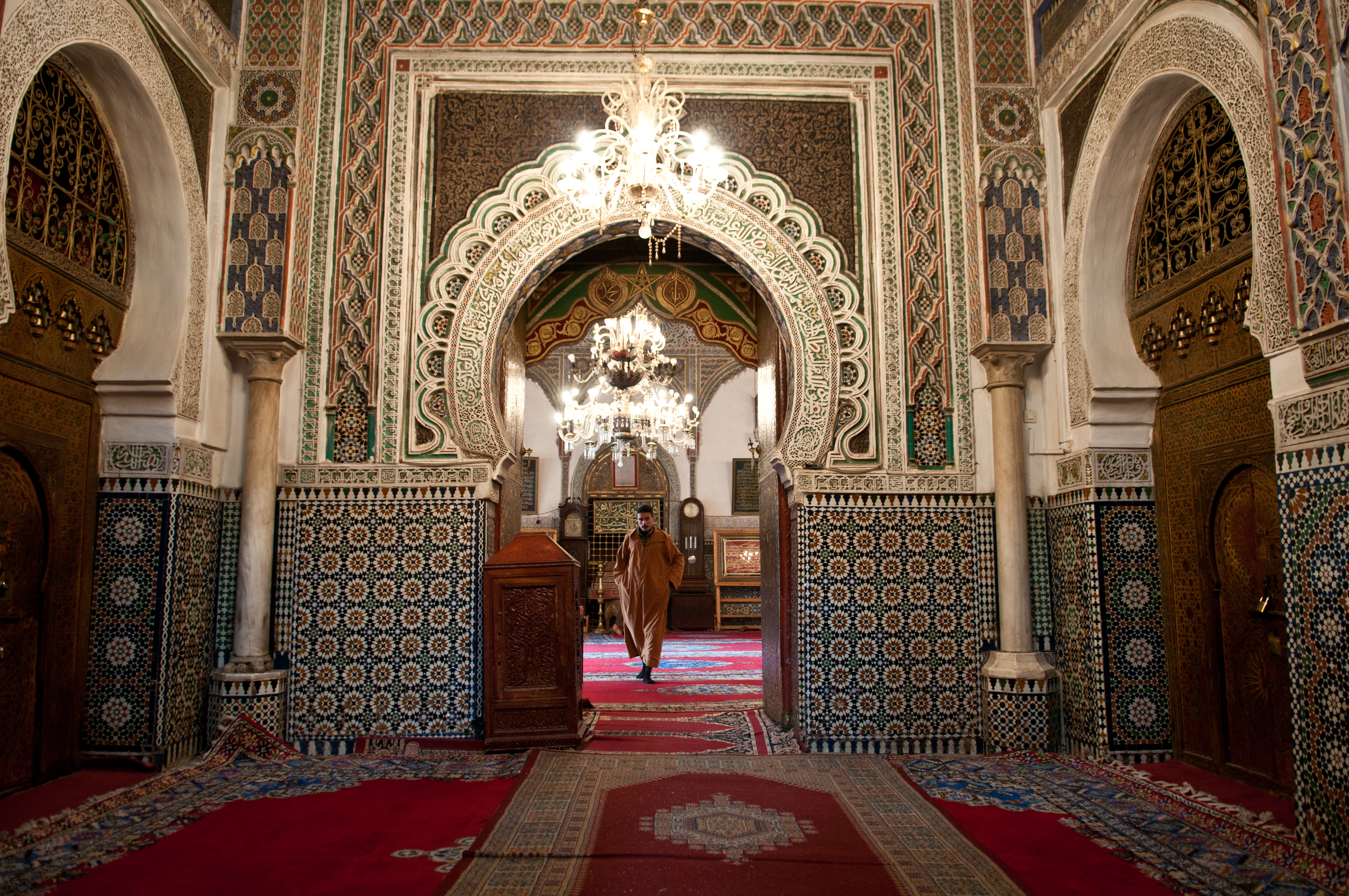
Мечеть в г. Фес

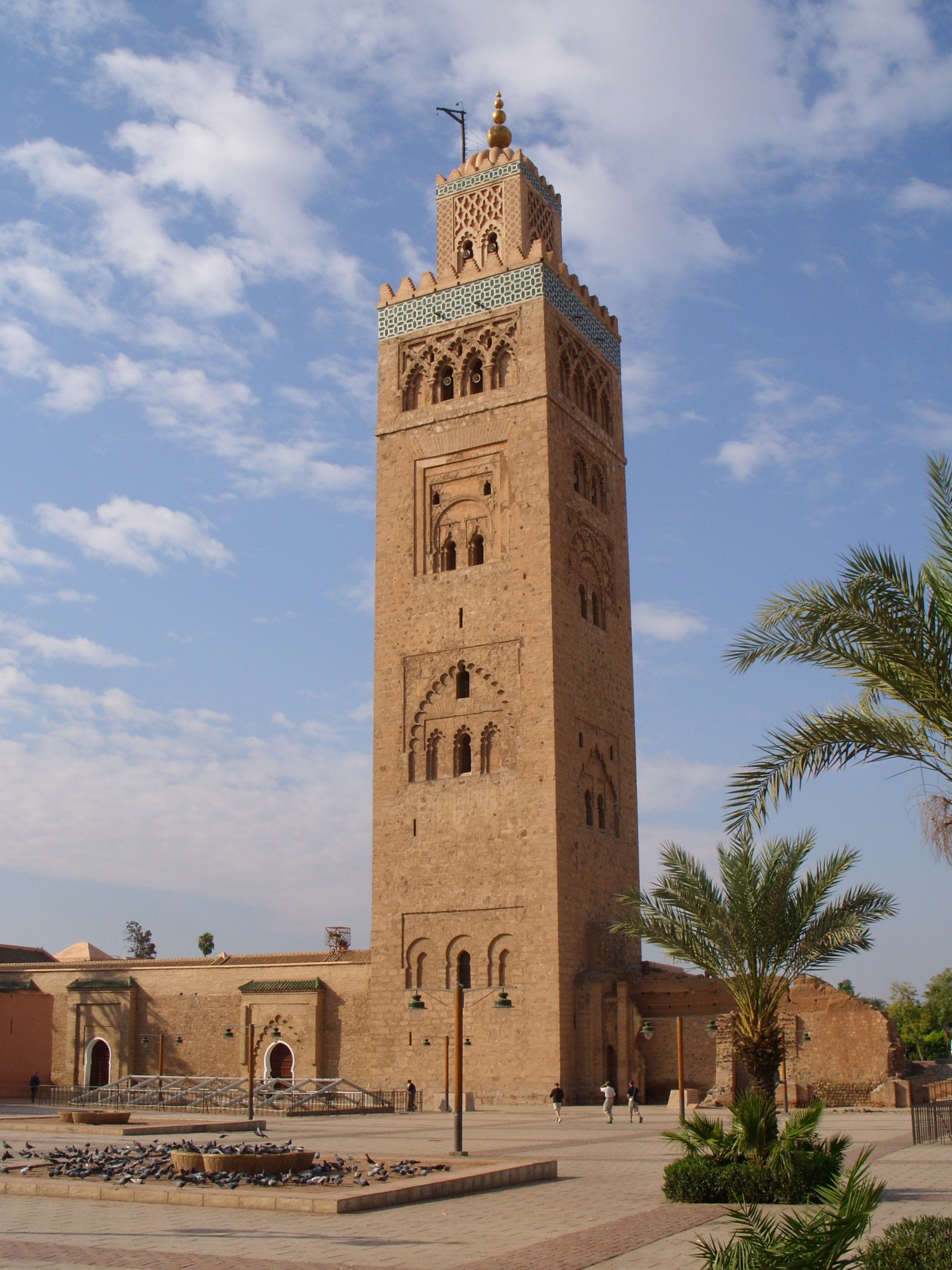
Мечеть Koutoubia

Ислам является государственной религией Марокко. 98,7 % марокканцев — мусульмане-сунниты, 1,1 % — христиане, 0,2 % — иудеи.

### Языки

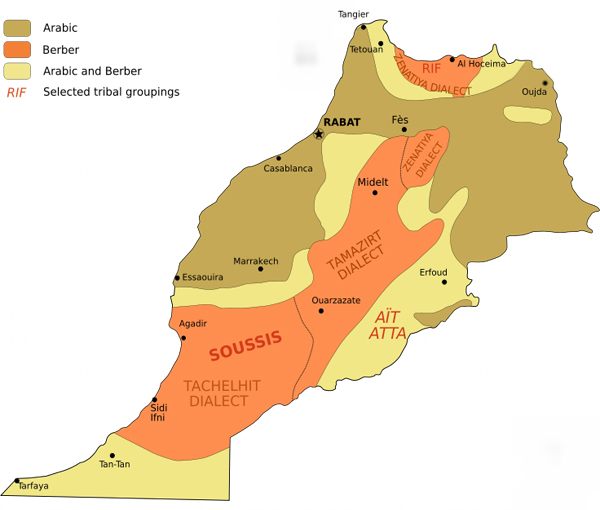
Языки Марокко

Официальные языки — арабский и тамазигхтский (стандартизированный национальный вариант берберского). Разговорный марокканский диалект лексически и грамматически сильно отличается как от арабского литературного языка, так и от прочих (немагрибских) диалектов арабского и почти не понятен в арабских странах Ближнего Востока.
Широко распространены: французский, берберские и испанский (на севере страны).
Примерно 12 млн (40 % всего населения), в особенности в сельских районах, говорит на стандартном марокканском берберском языке, который существует в Марокко в виде 3 диалектов. Французский, который не является государственным, но фактически рассматривается как второй язык Марокко, широко используется в бизнесе и экономике. Он широко используется также в образовательной и государственной сферах. Распространено использование испанского языка (особенно на севере страны).

### Общество
В 1985 году в Марокко была создана неправительственная ассоциация «Женская солидарность» для помощи матерям одиночкам. Основателем организации выступила кавалер ордена Почётного легиона Айша Эч-Ченна.

## Государственное устройство
Марокко — дуалистическая монархия во главе с династией Алауитов, что закреплено в конституции. Исключительная власть сосредоточена в руках короля и его Совета министров. Король подписывает все законы, его право вето может быть преодолено двумя третями голосов обеих палат Национальной Ассамблеи. Он является духовным главой, символом единства нации, назначает всех судей своими указами, утверждает изменения в конституцию, объявляет войну и командует вооружёнными силами. Правительство, возглавляемое премьер-министром, назначается королём, который может снять с должности отдельных министров по запросу премьер-министра.
Конституция предусматривает три вида судов: гражданские, религиозные и специальные. Королевские вооружённые силы также находятся под контролем короля.
Высший орган законодательной власти — двухпалатный парламент. Нижняя палата — Палата представителей (325 депутатов) избирается прямым голосованием на пять лет, верхняя палата — Палата советников (270 депутатов) избирается на девять лет непрямым голосованием. Каждые три года её состав обновляется на треть.
Согласно Economist Intelligence Unit страна в 2018 году была классифицирована по индексу демократии как гибридный режим.

## Административно-территориальное деление

Области Марокко с 2015 года.

Территория страны разделяется на провинции и префектуры, которые объединены в 12 областей, из которых одна область полностью, а вторая частично располагаются на территории спорной территории Западная Сахара.
| № на карте | Область                       | Админи- стративный центр | Численность населения (2014) | Площадь, км² | Плотность населения, чел./км² |
| ---------- | ----------------------------- | ------------------------ | ---------------------------- | ------------ | ----------------------------- |
| 1          | Танжер — Тетуан — Эль-Хосейма | Танжер                   | 3 556 729                    | 15 090       | 235,7                         |
| 2          | Восточная                     | Уджда                    | 2 314 346                    | 82 820       | 27,94                         |
| 3          | Фес — Мекнес                  | Фес                      | 4 236 892                    | 47 705       | 88,81                         |
| 4          | Рабат — Сале — Кенитра        | Рабат                    | 4 580 866                    | 18 385       | 249,16                        |
| 5          | Бени-Меллаль — Хенифра        | Бени-Меллаль             | 2 520 776                    | 33 208       | 75,91                         |
| 6          | Касабланка — Сеттат           | Касабланка               | 6 861 739                    | 20 166       | 340,26                        |
| 7          | Марракеш — Сафи               | Марракеш                 | 4 520 569                    | 38 445       | 117,59                        |
| 8          | Драа — Тафилалет              | Эр-Рашидия               | 1 635 008                    | 105 383      | 15,51                         |
| 9          | Сус — Масса                   | Агадир                   | 2 676 847                    | 51 642       | 51,83                         |
| 10         | Гулимин — Уэд-Нун¹            | Гулимин                  | 433 757                      | 64 473       | 6,73                          |
| 11         | Эль-Аюн — Сегиет-эль-Хамра¹   | Эль-Аюн                  | 367 758                      | 121 219      | 3,03                          |
| 12         | Дахла — Уэд-эд-Дахаб²         | Дахла                    | 142 955                      | 142 865      | 1                             |
| Всего      | Всего                         | Всего                    | 33 848 242                   | 741 401      | 45,65                         |

¹ — частично находится в пределах спорной территории Западной Сахары
² — полностью находится в пределах спорной территории Западной Сахары

## Внешняя политика
Марокко является членом

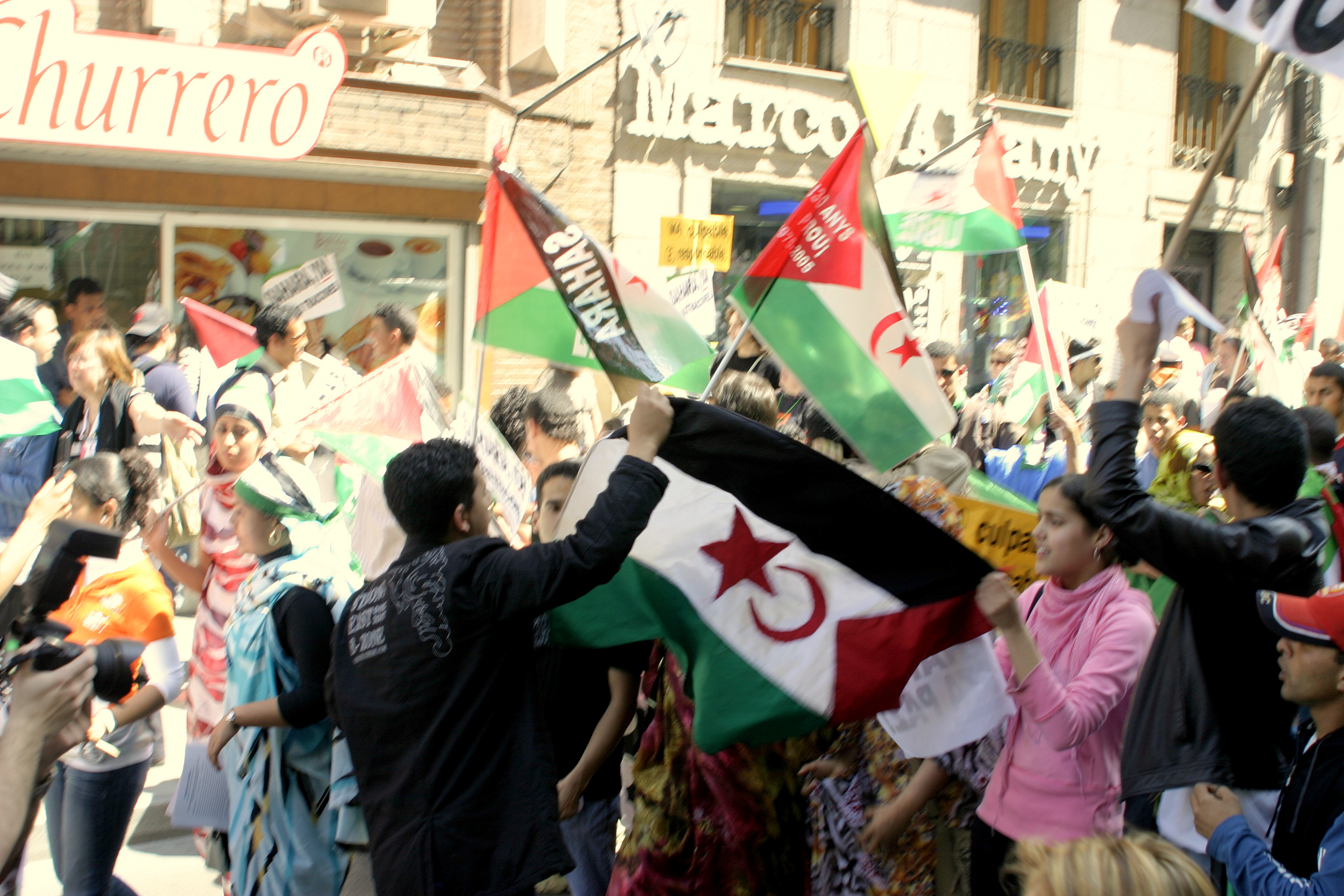
Демонстрация активистов Полисарио в Мадриде (апреля 2007 года)

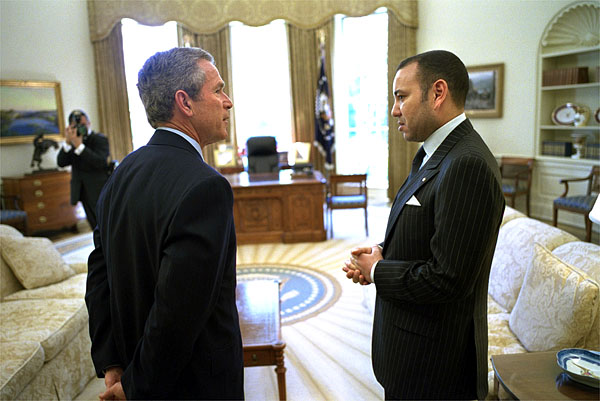
Джордж Буш и Мухаммед VI в Белом доме

Организации Объединённых Наций (ООН) и входит в
Африканский союз,
Лигу арабских государств,
Союз арабского Магриба (ОМА),
Организацию исламского сотрудничества (ОИК),
Движения неприсоединения и
Сообщества сахельско-сахарских государств.
Страна установила дипломатические отношения со 151 государством, включая Государство Палестина, Святой Престол, Мальтийский орден и Европейский союз.
Марокко по-разному строит отношения с африканскими, арабскими и западными государствами; прочные связи с Западом необходимы с целью получения экономических и политических выгод.
Франция и Испания являются основными торговыми партнёрами, а также основными кредиторами и иностранными инвесторами в экономику Марокко.

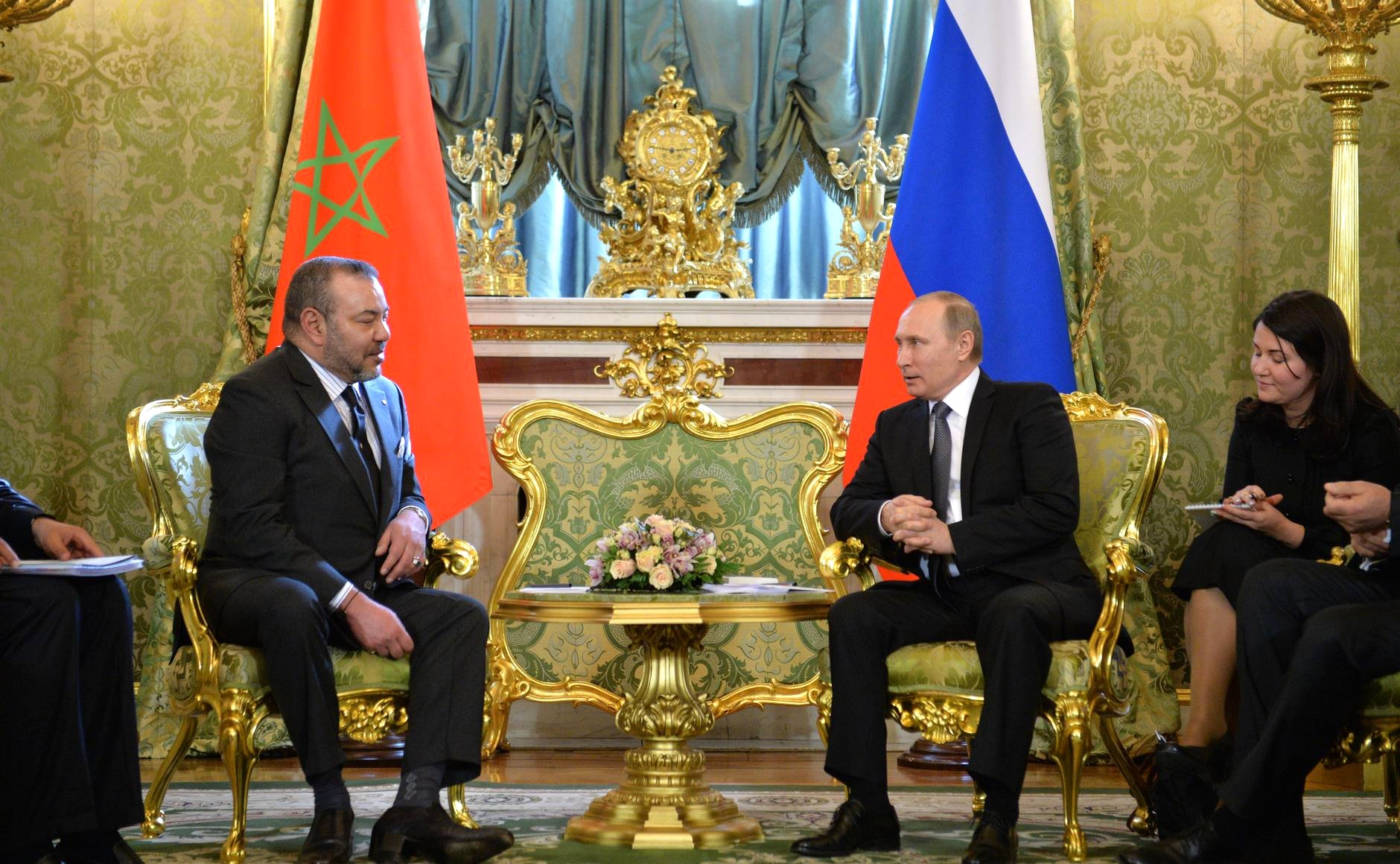
Рабочая встреча с президентом России Владимиром Путиным. Москва, Кремль,
15 марта 2016 года

Алжиро-марокканские отношения: 27 февраля 1976 года Фронт Полисарио, ведущий партизанскую войну против марокканских войск при поддержке Алжира, провозгласил Западную Сахару независимым государством под названием Сахарская Арабская Демократическая Республика (САДР).
С Мавританией с 1975 года страны имеют фактическую границу, после того, как Испания покинула территорию Западной Сахары, большая часть которой в результате вооружённого конфликта перешла под марокканский контроль. Статус Западной Сахары остаётся спорным, но с 1984 года Мавритания признаёт независимость САДР от Марокко.
Российско-марокканские отношения: с 15 июня 2005 года Королевство Марокко в одностороннем порядке перешло на безвизовый режим для граждан РФ, прибывающих в страну. Визиты, как президентов России в Касабланку, так и короля Марокко Мухаммеда VI в Москву.

## Вооружённые силы
Это военная организация Королевства Марокко, предназначенная для защиты свободы, независимости и территориальной целостности государства. Состоит из сухопутных войск, военно-морских и военно-воздушных сил.

## Экономика

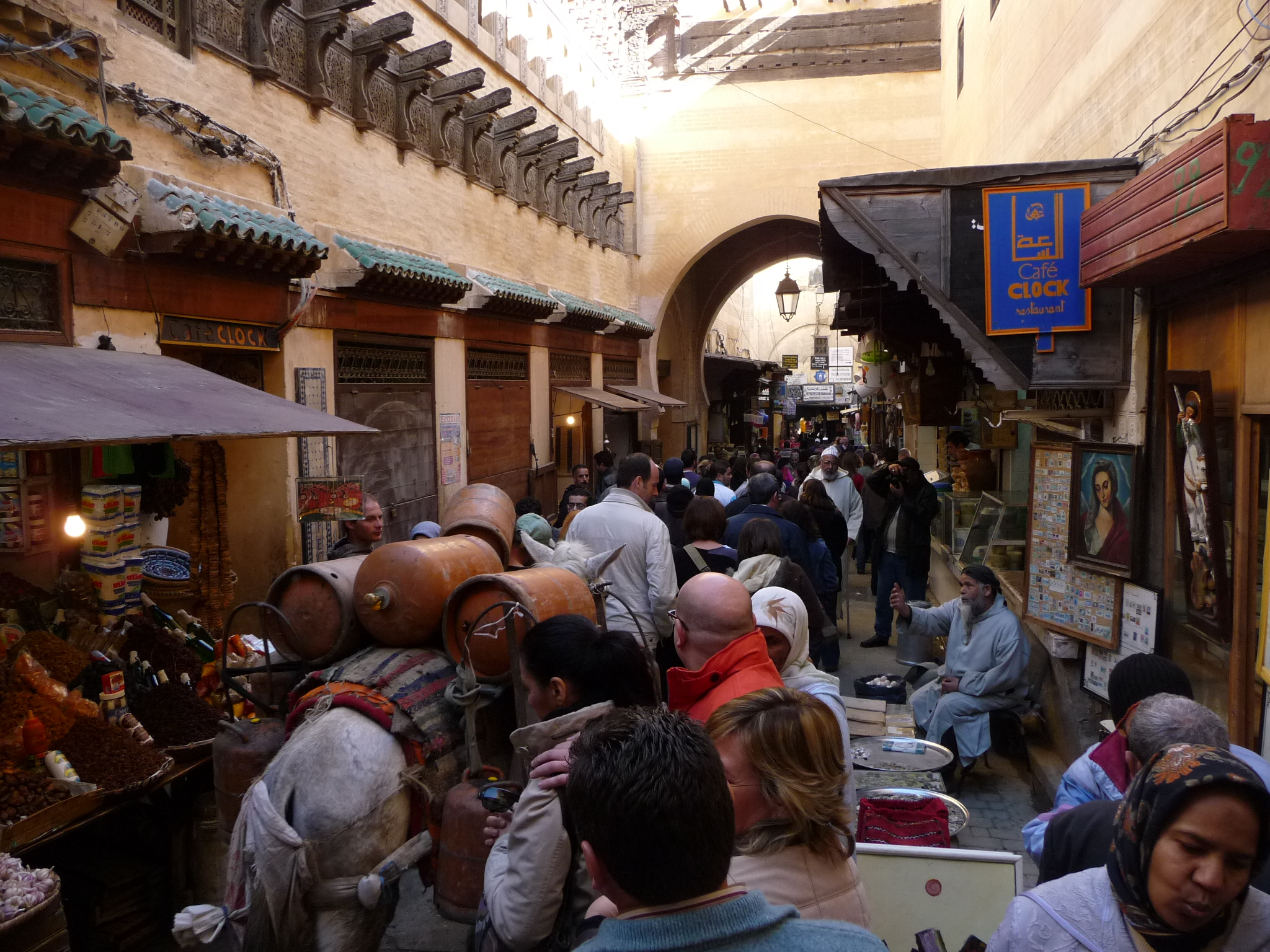
Медина, Фес

Преимущества: стимулирующая экономику политика и дешёвая рабочая сила привлекают инвестиции. Уже сейчас развитая туристическая отрасль имеет ещё более значительный потенциал; добыча фосфатов и сельское хозяйство.
Слабые стороны: высокая безработица (23 %) и большой рост населения. Засушливые периоды. Выращивание конопли (в основном для европейского рынка) усложняет отношения с ЕС.
Внешнеэкономические связи
Экономика Марокко характеризуется внешней направленностью. Заключено несколько соглашений о свободной торговле с иностранными государствами:
с Европейским союзом, Агадирское соглашение с Египтом, Тунисом и Иорданией, с целью создания арабской зоны свободной торговли, с ОАЭ и с Турцией.
Основные товары на экспорт — фосфаты и удобрения, одежда и текстиль, электрические компоненты, неорганические химикаты,  минеральное сырьё, нефтепродукты, цитрусовые, овощи, рыба;
импорта — сырая нефть, текстиль, ткани, машины и оборудование, пшеница, газ, электроэнергия, транзисторы, пластмассы.
Основные торговые партнёры (в 2017 году): по экспорту (24,57 млрд долларов) — Испания — 23,2 %, Франция — 22,6 %, Италия — 4,5 %, США — 4,2 %;
по импорту (44,13 млрд долларов) — Испания 16,7 %, Франция 12,2 %, Китай 9,2 %, США 6,9 %, Германия 6 %, Италия 5,9 %, Турция 4,5 %.
Товарооборот между Россией и Марокко в 2016 году составил 2,5 млрд долларов (в 2001 году равнялся $300 млн), позитивное сальдо в пользу России составило около $1,5 млрд;
70 % российского экспорта в Марокко составляет нефть и продукты нефтепереработки (остальное приходится на зерно, продукцию химической промышленности и машиностроения).
Россия импортирует в основном марокканские цитрусовые, в меньшей степени помидоры, рыбу и рыбные консервы.
В 2014 году Марокко посетило чуть более 32 тысяч российских туристов.

## Транспорт
Железнодорожный транспорт в Марокко управляется национальным оператором ONCF (фр. Office National des Chemins de Fer du Maroc).
Из общей протяжённости железнодорожных линий 2067 км в 2014 году 1022 км были электрифицированы на постоянном токе (3 кВ). Ширина колеи 1435 мм. В локомотивном парке тепловозы и электровозы. На 2012 год на всём протяжении являются двухпутными и электрифицированы участки Марракеш — Касабланка — Рабат — Кенитра — Мекнес — Фес.
Существуют планы по созданию высокоскоростных железнодорожных магистралей в Марокко — первая из которых Кенитра — Танжер (180 км) должна быть открыта в 2018 году.
Марокко обладает развитой сетью автодорог, одной из лучших в Африке — общая протяжённость автодорог на 2015 год составляла свыше 58 тысяч км, из них 41 тысяча км — автодороги с твёрдым покрытием и свыше 1500 км — скоростные платные.
Через Марокко проходят дороги, входящие в трансафриканскую сеть автомобильных дорог.
В Марокко хорошо развито междугородное автобусное сообщение, представленное многочисленными перевозчиками (CTM, Supratours, Satan и др).

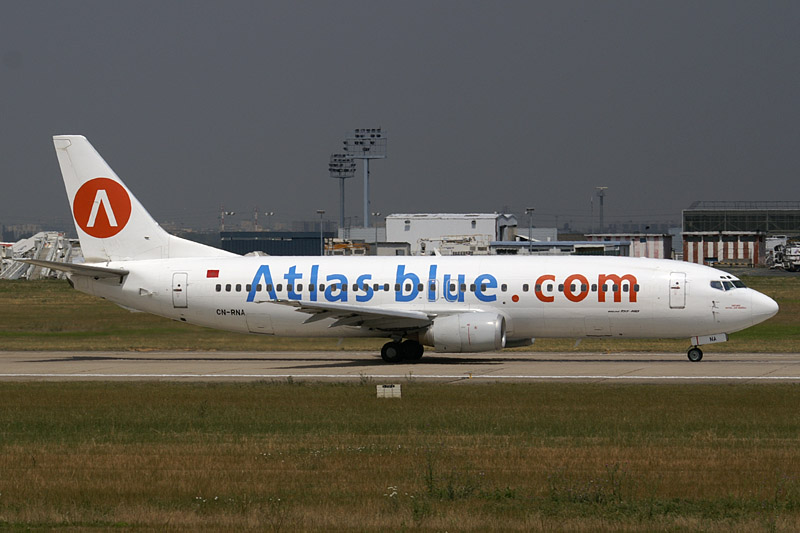
Boeing 737—400 авиакомпании Atlas Blue

В Марокко действуют нефте- и газопроводы местного и регионального (из Алжира в Испанию) значения.
В Марокко 31 аэропорт, имеющие взлётно-посадочные полосы с твёрдым покрытием, и 33 аэропорта с грунтовыми ВПП. 10 аэропортов имеют статус международных.
В Марокко действует несколько крупных авиакомпаний: Royal Air Maroc (национальный перевозчик), Atlas Blue (прекратила деятельность в 2009 г.), low-cost авиакомпания Air Arabia Maroc и региональная авиакомпания Royal Air Maroc Express.
Несколько паромных линий связывают Марокко с Испанией, Францией и Италией. Основным пассажирским портом является порт Танжер-Медитеране (Tanger-Méd) на севере страны.
В Марокко действуют два крупных торговых порта: Касабланка и Танжер-Медитеране (Tanger-Méd) (являющийся одним из крупнейших в регионе, и 46 в мире (Общий тоннаж 39 Mt + 3 миллиона TEU (Двадцатифу́товый эквивале́нт) по контейнерным перевозкам (2015 г)).

## Культура

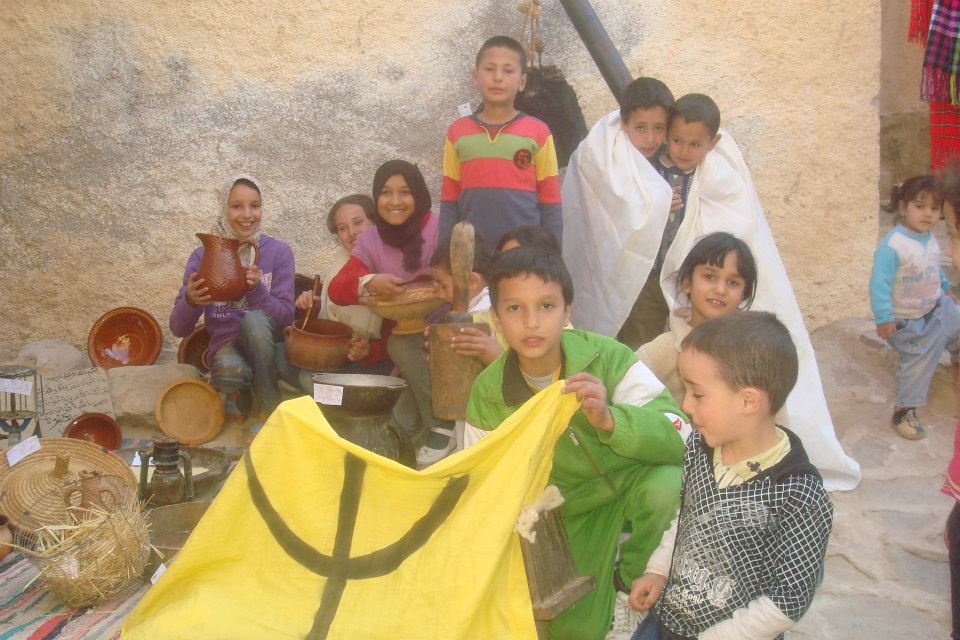
Народ шауйя

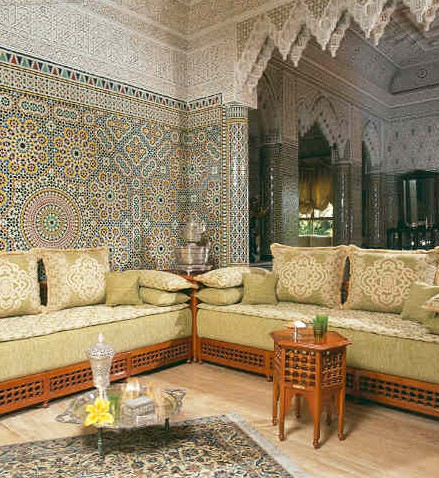
Марокканская гостиная

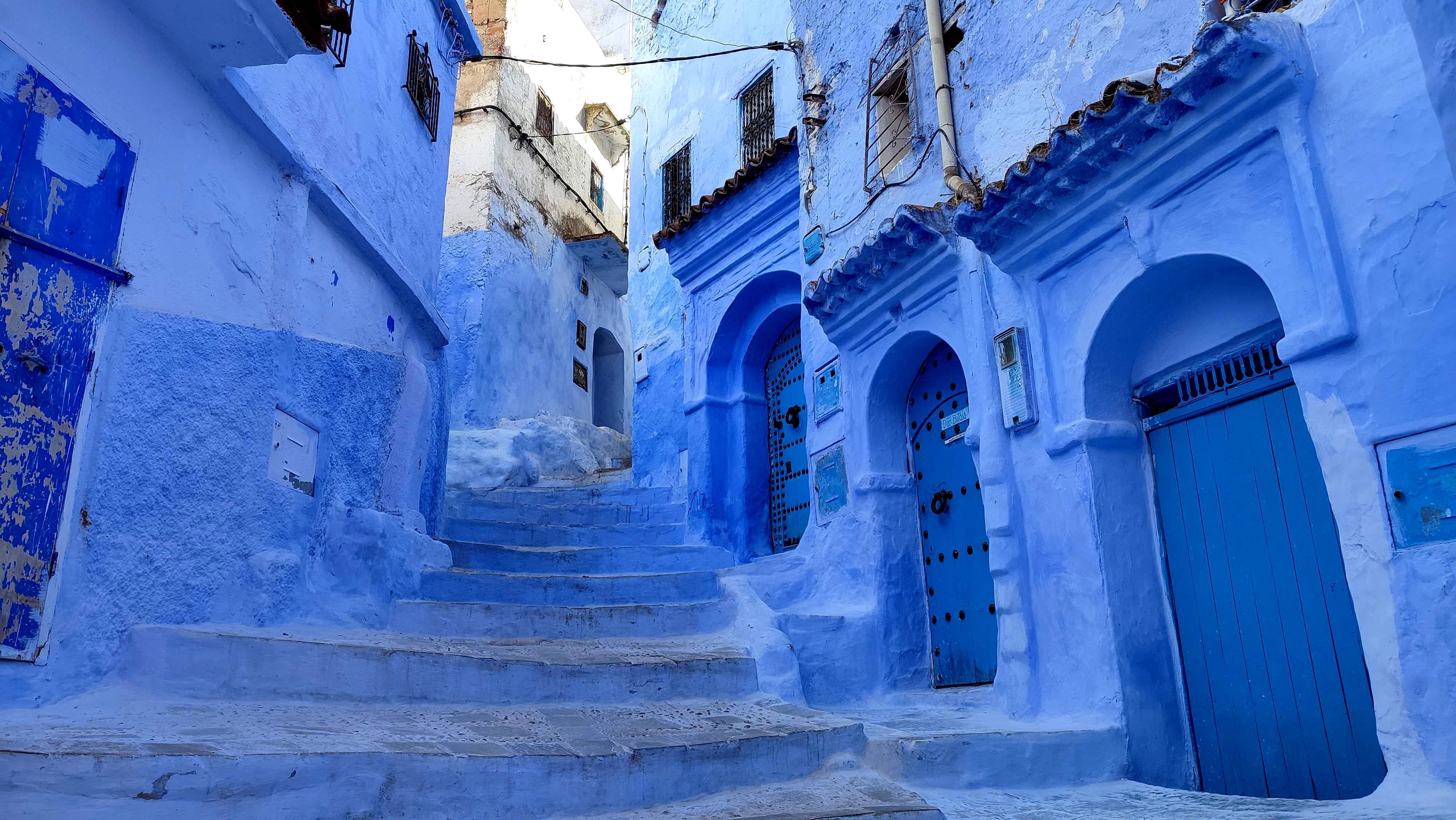
Шефшауен

Культура Марокко богата и разнопланова в силу многоэтничности страны и её насыщенной истории. На протяжении истории Марокко многие народы внесли свой вклад в формирование культуры страны — помимо коренного населения (берберов), своё привнесли в неё и с востока (финикийцы, арабы), и с юга (народы, обитавшие к югу от Сахары), и с севера (римляне, вандалы, андалузцы).
Архитектура: наиболее распространённым типом домостроения в Марокко является Дар, по которому в основном строились дома в «Медине» (городском районе, окружённом стеной). Большинство марокканских домов выстроено в стиле Дар аль-Ислам, соответствующему традиционному укладу жизни мусульман. Здания в стиле Дар обычно имеют толстые, высокие стены для защиты жителей дома. Согласно канонам исламской архитектуры, здания в стиле Дар располагаются вокруг небольшого открытого патио, окружённого очень высокими толстыми стенами, которые скрывают прямые солнечные лучи и спасают от жары.
Марокканская кухня сложилась под влиянием берберских, мавританских и арабских кулинарных традиций.
История марокканской литературы начинается в раннем Средневековье, приблизительно с начала XI века. Она включает сочинения на арабском, берберском, французском и испанском языках, написанные марокканскими авторами, а также авторами из Аль-Андалус.